# Kuusselkä
Kuusselkä är en kulle i Finland. Den ligger i Enontekis i landskapet Lappland, i den norra delen av landet, 900 km norr om huvudstaden Helsingfors. Toppen på Kuusselkä är 393 meter över havet.
Terrängen runt Kuusselkä är huvudsakligen platt. Trakten runt Kuusselkä är nära nog obefolkad, med mindre än två invånare per kvadratkilometer. Närmaste större samhälle är Enontekis, 11,2 km öster om Kuusselkä. Omgivningarna runt Kuusselkä är i huvudsak ett öppet busklandskap.